# Фалардо, Филипп
Филипп Фалардо (фр. Philippe Falardeau, 29 марта 1968, Халл) — канадский (квебекский) кинорежиссёр и сценарист, номинант на премию «Оскар» (2012).

## Биография
Изучал политические науки и международные отношения в Оттавском университете (1985—1989), закончил его с серебряной медалью. Два года работал в качестве политического аналитика, затем — на канадском радио и французском телевидении, выступал кинооператором на съемках документальных фильмов. Сам как режиссёр начал с документальных короткометражных лент, чаще всего посвященных проблемам адаптации иммигрантов в Квебеке.
Первый полнометражный игровой фильм — комедию «Левая половина холодильника» — показал в 2000. Его последняя на нынешний день работа — драма о пятидесятилетнем иммигранте из Алжира «Господин Лазар» (2011) — получила ряд национальных и международных премий, выдвинута на премию «Оскар» в номинации «Лучший фильм на иностранном языке» (2012).

## Фильмография
- 1997 : Pâté chinois / Китайский паштет (документальный)
- 2000 : La Moitié gauche du frigo / Левая половина холодильника (премия Джини, 2001)
- 2001 : Jean Laliberté: A Man, His Vision and a Whole Lot of Concrete (короткометражный документальный)
- 2006 : Congorama / Конгорама (5 премий Джини, 2007)
- 2008 : C’est pas moi, je le jure! / Клянусь, это не я! (Хрустальный медведь Берлинского МКФ и многие другие премии)
- 2011 : Monsieur Lazhar / Господин Лазар (премия МКФ в Локарно, премия ФИПРЕССИ на МКФ в Вальядолиде, приз зрительских симпатий на Роттердамском МКФ и др.[1])
- 2014 : The Good Lie / Ложь во спасение
- 2015 : My Internship in Canada / Гибор идёт на войну
- 2016 : Chuck / Реальный Рокки
- 2020 : My Salinger Year / Мой год в Нью-Йорке